# 道路障害作業車

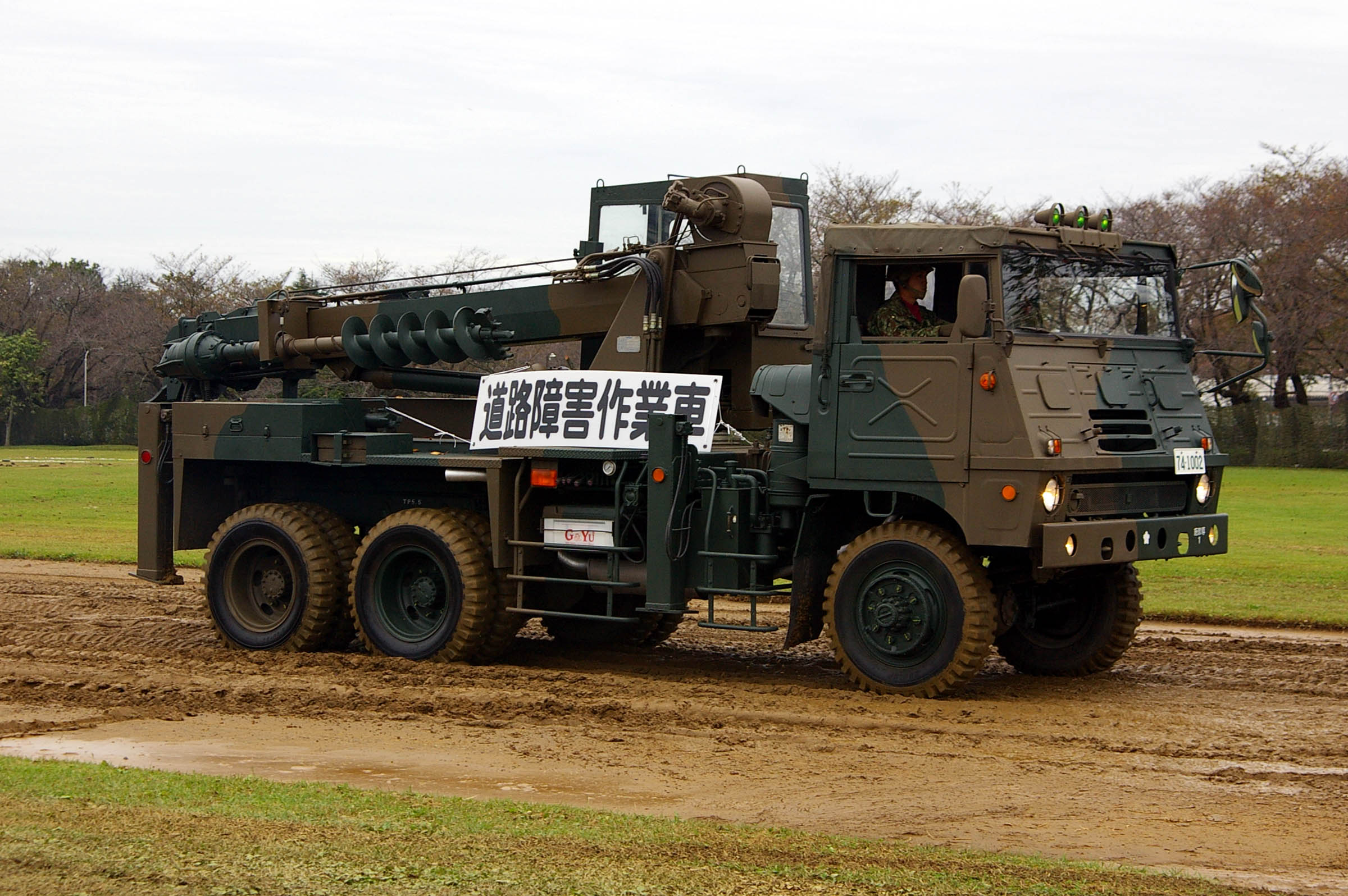
道路障害作業車

道路障害作業車（どうろしょうがいさぎょうしゃ）は、道路上に障害を構成するための車両で陸上自衛隊の施設科に装備されている。

## 概要
3 1/2tトラックをベースとし、荷台部分に各種工作機材を取り付けられる伸縮式アームが搭載されている。工作作業に使われる伸縮式アーム先端部分には、吊り上げクレーン、地表に穴を開けるスクリュー式のアースオーガー、コンクリートカッター、チェーンソー、地表を叩き固めるタンパー、石材等を砕くブレーカの6種類の工作機材が選択･換装できる様になっており、舗装路を含めた道路上に地雷の敷設などの障害を構築することができる。東日本大震災時の災害派遣では搭載している各種アタッチメントを使用し、行方不明者の捜索や瓦礫除去作業に投入された。

## 諸元
- 全長：7,885mm
- 全幅：2,490mm
- 全高：3,180mm
- 全備重量：10,935kg
- 最高速度：90km/h

## アタッチメント

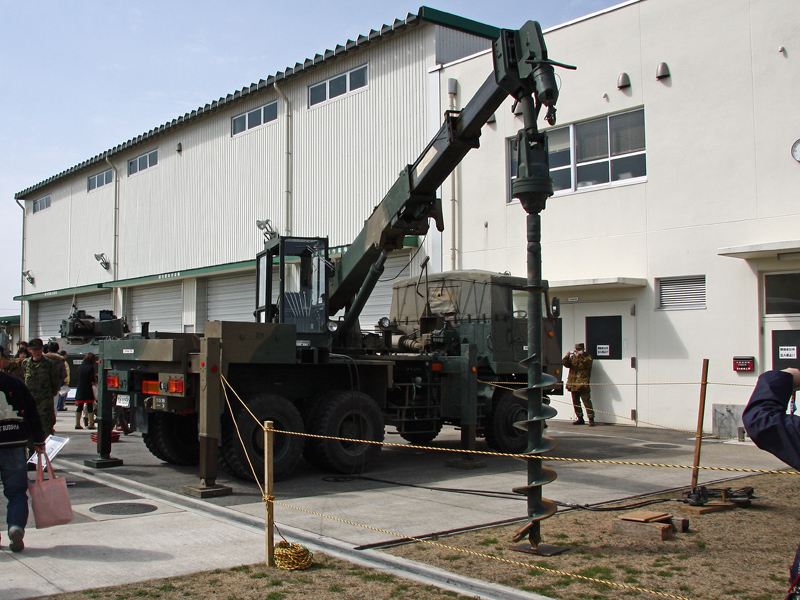
アースオーガーを伸ばした状態

- クレーン
- アースオーガー
- コンクリートカッター
- チェーンソー
- ブレーカー
- タンパー

## 製作
- アイチコーポレーション（作業部）
- いすゞ自動車（車両部）

## 登場作品
『超空自衛隊』
オーストラリアへ災害派遣に向かう途中で第二次世界大戦時にタイムスリップしてしまった、陸上自衛隊施設科部隊の装備として登場。ガダルカナル島などで、対戦車地雷の敷設作業に使用された。
『日本国召喚』
漫画版第38話に登場。アルタラス王国のムー国飛行場で自衛隊機を運用できるようにすべく行われた、飛行場の改修作業に投入されている。